# Comissão Reguladora dos Cereais do Arquipélago dos Açores
A Comissão Reguladora dos Cereais do Arquipélago dos Açores (1936-1972) foi um organismo de coordenação económica do Estado Novo com acção na área da produção e comércio dos cereais nos Açores. O organismo foi criado em 1936, com sede em Ponta Delgada, e foi progressivamente alargando a sua actividade a todo o arquipélago e à comercialização de todos os cereais e ainda das favas. A instituição construiu os celeiros (grandes armazéns para cereais) nas principais ilhas e editou, graças ao dinamismo de Francisco Carreiro da Costa, publicou o Boletim da Comissão Reguladora dos Cereais (1945-1962), um importante repositório de trabalhos de cariz etnográfico e de extensão rural. Foi extinta em 1972 por incorporação no então criado Instituto dos Cereais.